# Koichi Zenigata
Koichi Zenigata (銭形 幸一?, Zenigata Kōichi), di solito chiamato ispettore Zenigata (銭形警部?, Zenigata keibu) e soprannominato Zazà o papà Zenigata da Lupin III e dai suoi amici, è un personaggio immaginario e antagonista della serie manga e anime Lupin III, creato da Monkey Punch.

## Biografia
Koichi Zenigata, dapprima membro della Metropolitan Police di Tokyo, quindi ispettore capo dell'ICPO di cui fa parte dal 1956, è il rivale per antonomasia di Arsenio Lupin III. Acciuffare Lupin è sempre stato il suo maggiore desiderio, così come i suoi antenati hanno dato la caccia a quelli di Lupin.
Zenigata è ritratto nell'anime come un personaggio goffo e sfortunato, oltre che estremamente testardo, ma ha un coraggio incredibile e vanta doti non comuni per un normale poliziotto: è un abilissimo tiratore e riesce a mettere le manette ai banditi a distanza, lanciandogliele contro. Quando si trova ad affrontare criminali diversi da Lupin, solitamente riesce a catturarli senza difficoltà alcuna. Nelle storie cartacee e nella serie anime Lupin the Third - La donna chiamata Fujiko Mine Zenigata è più astuto, meno impacciato e meno legato ai principi morali: ha avuto un rapporto sessuale proprio con Fujiko Mine e spara addosso a Lupin senza preoccuparsi molto di arrestarlo vivo.
Uomo fiero, onesto e profondamente rispettoso della legge, Zenigata colma la sua solitudine con il sogno di arrestare Lupin. Nonostante sia uno degli antagonisti principali della serie, non è crudele: è sensibile e spesso piange in modo incontrollato. Lo insegue da talmente tanto tempo e in tutti gli angoli del mondo, che ormai non può fare a meno di lui ed è chiaro che, se riuscisse ad acciuffarlo, verrebbe meno la sua unica ragione di vita.
Ogni volta che riesce a catturare Lupin rassegna subito le sue dimissioni da poliziotto, poiché sente di aver compiuto il proprio dovere e non aver più alcun motivo per rimanere. Tuttavia, questo è un pericolo che non corre: la sua è una caccia destinata ad essere eterna e infruttuosa. Lupin, infatti, dopo averlo coinvolto in una delle sue avventure, riesce sempre a sfuggirgli. Anche se tecnicamente Zenigata ha inanellato un insuccesso dietro l'altro nei suoi tentativi di arrestare Lupin, i suoi superiori continuano a dargli carta bianca a causa degli arresti di altri pericolosi criminali, che di volta in volta si oppongono a Lupin e vengono sconfitti.
Quando Lupin è in pericolo di vita Zenigata cerca di avvisare il rivale e in nelle occasioni in cui le autorità decidono di uccidere Lupin, Zenigata cerca di aiutarlo a scappare. Quelle volte in cui il rivale è rinchiuso in prigione Zenigata spera segretamente che Lupin riesca ad evadere, così che possa tornare ad inseguirlo.
Malgrado siano tecnicamente rivali, Lupin dimostra in più occasioni di nutrire un grande rispetto verso Zenigata, di cui ammira la caparbietà e l'intelletto, al punto di avergli offerto in più occasioni il proprio aiuto per scampare ad eventuali pericoli o arrestare pericolosi criminali. Un'altra prova dell'ammirazione che Lupin mostra di avere per Zenigata appare nel film Lupin III - Ruba il dizionario di Napoleone!, in cui Lupin, travestito da Zenigata, rivela ad una collega dell'ispettore di aver deciso che, semmai un giorno dovesse decidere di pagare il proprio conto con la giustizia, non si lascerebbe arrestare da nessun altro che non sia lui.
Lupin tiene alla vita di Zenigata: quando l'ispettore rischia di morire, il ladro torna ad aiutarlo in modo che viva, come quando in un episodio lui e Lupin, scappati insieme dalla Legione Straniera nel deserto cercano di saltare su un treno per fuggire, Zenigata però cade e rimane accerchiato dalla Legione, gridando a Lupin di scappare, Lupin allora stacca un pezzo del vagone per tornare da Zenigata per salvarlo, ma poco dopo essere scappati Lupin inganna Zenigata per scappare dall'arresto e ricominciare il loro inseguimento.
Il suo nome deriva dal personaggio della letteratura giapponese Heiji Zenigata, al quale Monkey Punch si è ispirato, che arrestava i nemici lanciando monete, proprio come fa Zenigata con le manette. Nello special televisivo Tokyo Crisis, dedicato al personaggio dell'ispettore, si suggerisce che Koichi sia un discendente di Heiji Zenigata, del quale conserva tuttora l'antico Jitte, l'arma tradizionale dei poliziotti giapponesi durante il Periodo Edo. Nel film La pietra della saggezza si accenna all'esistenza di una figlia di Zenigata: è logico quindi supporre che sia o sia stato anche sposato, ma che la caccia a Lupin lo tenga lontano dalla famiglia. Anche se Lupin è il suo più grande rivale, in molti episodi lo aiuta quando si trova di fronte a criminali pericolosi, che rappresentano una minaccia anche per Lupin stesso. Da ciò si capisce che Zenigata consideri Lupin anche come una sorta di "amico": prova in tutti i modi a catturarlo, ma in caso di pericolo lo avverte e lo aiuta. Ottiene anche dei risvolti di prestigio da queste collaborazioni, dal momento che gli arresti dei suddetti criminali vengono attribuiti a lui.
Interamente a lui sono dedicati il manga Keibu Zenigata, serializzato su Rupan Sansei official Magazine, e lo special televisivo Tokyo Crisis.

## Abilità
L'arma caratteristica di Zenigata è un paio di manette che può lanciare con precisione quasi non umana e in modo identico alle bolas contro la sua preda, sebbene Lupin possa scappare in pochi secondi. Di solito le manette usate per questi lanci sono attaccate ad una corda.
È sempre in buona forma fisica per la sua età ed è abile nel combattimento corpo a corpo: Zenigata (da come si vede in diverse puntate) è un ottimo pugile e persino cintura nera di judo e karate. È anche abile con un Jitte, la tradizionale arma della polizia giapponese per contrastare gli attacchi con la spada. Se la cava molto bene anche ad usare le armi da fuoco e la sua pistola preferita è una Colt M1911. Mangia grandi quantità di cibo quando il tempo lo consente, il che non influisce in alcun modo sulla forma fisica del suo corpo poiché il suo stile di vita in movimento gli impedisce di ingrassare.
Ha dimostrato di essere abile nel guidare una moto e ha pilotato un jet Harrier in Le tattiche degli angeli.
Zenigata è ampiamente rispettato tra i suoi colleghi ufficiali dell'Interpol come esperto cacciatore di criminali, con abilità investigative estremamente efficienti: è stato in grado di scoprire falle di sicurezza e ha sconfitto innumerevoli bande criminali molto prima di incontrare Lupin. La capacità di Zenigata di catturare Lupin aumenta costantemente man mano che la serie progredisce. All'inizio della prima serie anime Lupin lo supera spesso con mezzi molto semplici. Nello speciale Un diamante per sempre è stato in grado di catturare Lupin tre volte da solo. In La lacrima della Dea scopre che uno dei cavallerizzi in una corsa di cavalli è Lupin in incognito e chiama la squadra artificieri prima di rimuovere la maschera esplosiva di Lupin. In La lampada di Aladino è stato in grado di prevedere tutti i metodi di fuga di Lupin. Zenigata ha dimostrato la sua abilità in più di un'occasione, portando lo spettatore a interrogarsi sulla sua vera capacità.
Sebbene non venga mostrato spesso, Zenigata è anche abile nell'inventare gadget. Nell'episodio La rosa e la pistola ha creato mini manette per le dita che riescono ad intrappolare Lupin. Nel film Lupin e le profezie di Nostradamus ha creato un apparecchio simile a un metal detector che emette un segnale acustico quando Lupin è vicino e una catena di manette per tenere tutti e quattro i membri della banda di Lupin contemporaneamente.
Il subconscio di Zenigata sembra avere in qualche modo il controllo del suo corpo. Durante gli inseguimenti può eseguire prodezze fisiche stravaganti come saltare enormi ostacoli e abbattere una dozzina di aggressori senza pensare, semplicemente a causa della sua preoccupazione per Lupin. Ad esempio, in Walther P38 viene ferito mortalmente ma la semplice menzione di Lupin è stata sufficiente per svegliarlo dal coma. In Lupin III vs Detective Conan è successo che Conan Edogawa ha involontariamente usato l'orologio da polso spara-dardi su di lui, ma Zenigata riesce a svegliarsi 30 secondi dopo, sconvolgendo Conan che trova una tale tenacia mostruosa perché il dardo avrebbe reso un elefante privo di sensi per 30 minuti. L'ossessione di Zenigata quando si arrabbia o si avvicina a Lupin sembra dargli capacità sovrumane. Molte sono le pesanti porte chiuse che riesce a sfondare quando viene preso dall'ira: ad esempio, in Il mistero delle carte di Hemingway è intrappolato in una cella sotterranea ma riesce a sfondare la porta quando si arrabbia abbastanza.

## Soprannomi
Lupin III lo chiama affettuosamente:
- Doppiaggio giapponese
  - Tottsan
  - Za
- Doppiaggio italiano
  - Paparino
  - Papà Zenigata
  - Zazà[6]
- Doppiaggio americano
  - Old Man
  - Pops
- Doppiaggio tedesco
  - Zazza
- Nuovo doppiaggio spagnolo
  - Papaíto
- Doppiaggio tagalog
  - "Defective" Zenigata[7]

Zenigata invece chiama Lupin occasionalmente "Arsenico e vecchi merletti" o "Arsenico".

## Accoglienza
Da Mania.com Zenigata è stato votato come l'ottavo miglior personaggio di supporto negli anime e il 9° più grande detective di anime.